# Абдуллаева, Бизумрат
Бизумрат Абдуллаева (1919—1997) — советский хозяйственный, государственный и политический деятель, Герой Социалистического Труда.

## Биография
Родилась в 1919 году. Член ВКП(б).
С 1937 года — на хозяйственной, общественной и политической работе. В 1937—1972 гг. — колхозница, бригадир хлопководческой бригады колхоза имени Хрущёва Кагановичабадского района Таджикской ССР, выпускница Таджикского хлопкового института.
Указом Президиума Верховного Совета СССР «О присвоении звания Героя Социалистического Труда колхозникам, колхозницам, работникам машинно-тракторных станций, партийным и советским работникам Таджикской ССР» от 17 января 1957 года присвоено звание Героя Социалистического Труда за «выдающиеся успехи, достигнутые в деле развития советского хлопководства, широкое применение достижения науки и передового опыта в возделывании хлопчатника и получение высоких и устойчивых урожаев хлопка-сырца» с вручением ордена Ленина и золотой медали «Серп и Молот».
Награждена Почётной грамотой Президиума Верховного Совета Таджикской ССР.
Умерла в 1997 году.